# Курска АЕЦ
Курската АЕЦ (на руски: Курская АЭС) е една от трите най-големи атомни електроцентрали в Русия. Разположена е на брега на река Сейм, на около 40 km западно от град Курск. Близкото атомно градче Курчатов е основано, когато започва строителството на атомната електроцентрала. Централата предоставя електроенергия за Курска област и още 19 области. Към 2024 г. разполага с два действащи РБМК-1000 реактора (енергоблокове 3 и 4) и два вече излезли от употреба (енергоблокове 1 и 2). След като строителството на още два РБМК енергоблока (5 и 6) е преустановено, през 2018 г. започват строителните работи по два нови реактора тип ВВЕР-1300/510.
Електроцентралата се обслужва от над 5 хиляди души.
На 11 август 2024 г. започва строителството на отбранителни съоръжения около електроцентралата, след като украинските въоръжени сили нахлуват в Курска област като част от Руско-украинската война.